# شونبرگ (لاونبورگ)
شونبرگ (به آلمانی: Schönberg) یک شهر در آلمان است که در هرتسوگتوم لاونبورگ واقع شده‌است. شونبرگ ۱٬۳۱۵ نفر جمعیت دارد.